# Cueva del Moro
La cueva del Moro situada en Tarifa (Cádiz) España. Pertenece al conjunto de arte rupestre denominado Arte Sureño, que se encuentra en el sur de Andalucía y representa el Santuario Paleolítico más meridional del continente europeo.

## Localización
La cueva está situada sobre una laja de arenisca que en su base conserva los restos de un antiguo alcornocal. Se trata de un abrigo de grandes dimensiones que consta de dos pisos superpuestos y está formado por la erosión eólica y por corrosión, lo característico para las areniscas silíceas de las sierras del Campo de Gibraltar (Areniscas del Aljibe). 

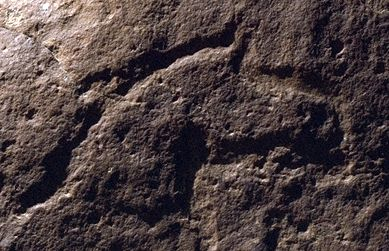
Prótomo de caballo, arte sureño andaluz

La Cueva del Moro se halla en un paisaje de excepcional belleza, dentro del parque natural del Estrecho. Desde su interior se puede observar el Estrecho de Gibraltar y África. Cuenta con un mirador turístico.
En su interior se encuentran grabados de caballos, junto con otros signos y pinturas rupestres de color rojo. Las figuras paleolíticas, descubiertas por Lothar Bergmann en 1994, tienen una edad de unos 20.000 años (Paleolítico Superior, Solutrense). Por sus características excepcionales, llama la atención el grabado impresionante de una yegua preñada. Se trata de la figura más grande de la cueva, pues tiene una longitud de 1,08 m y una altura de 78 cm.
El Arte Paleolítico de la Cueva del Moro, realizado por tribus de cazadores-recolectores, destaca sobre todo por figuras de animales de estilo naturalista. La característica principal de estas figuras es la representación de la silueta en vista lateral. En la cueva existen también pinturas rupestres que forman varios conjuntos de puntos. Uno de estos está compuesto por centenares de puntos y representa el conjunto más grande de la provincia de Cádiz.

## Véase también

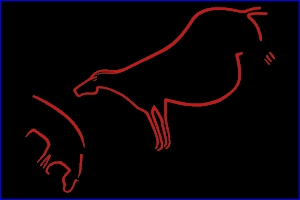
Grabados de caballos (calco) (Cueva del Moro).